# سد سيرجيف
سد سيرجيف أو سد سيرجييفكا وهو سد جاذبية في منطقة شال أكين، منطقة شمال كازاخستان، كازاخستان. 
يقع السد أعلى النهر قليلاً من بلدة سيرجيف على نهر إيشيم. يوجد به جسر طريق، بالإضافة إلى محطة ضخ لإمدادات المياه لمدينة سيرجيف، وهي جزء من شبكة إمدادات المياه في إيشيم التي تعمل في منطقتي شمال كازاخستان وأكمولا.

## التاريخ
تم تشغيل سد سيرجييفكا في عام 1968 في وقت جمهورية كازاخستان الاشتراكية السوفيتية. كان به محطة طاقة كهرومائية بسعة توليد طاقة مثبتة تبلغ 2 ميجاوات. يحتوي مبنى محطة الطاقة الكهرومائية على ممر سفلي. تبلغ سعة خزان السد القصوى 693،000،000 متر مكعب (562،000 فدان قدم) ومساحة سطحية تبلغ 117 كيلومترًا مربعًا (45 ميلًا مربعًا). يقع فم نهر إيمانبورليك، أحد روافد نهر إيشيم، في الخزان.
حاليًا، تبلغ سعة محطة الطاقة 3.5 ميجاوات مع توربينين مروحيين متصلين بمولدات VGSP 213/29-14 بسعة 1.23 ميجاوات لكل منهما. يبلغ متوسط توليد الكهرباء السنوي 16 مليون كيلووات ساعة.